# Veni Sancte Spiritus
Ne doit pas être confondu avec Veni Creator Spiritus.
Le Veni Sancte Spiritus, appelé parfois la séquence dorée, est, à l'origine, une séquence en plain-chant de la liturgie catholique. Depuis sa création, celle-ci est réservée à la fête de Pentecôte. L'œuvre est attribuée par les chercheurs à l'archevêque de Cantorbéry Étienne Langton.

## Partition

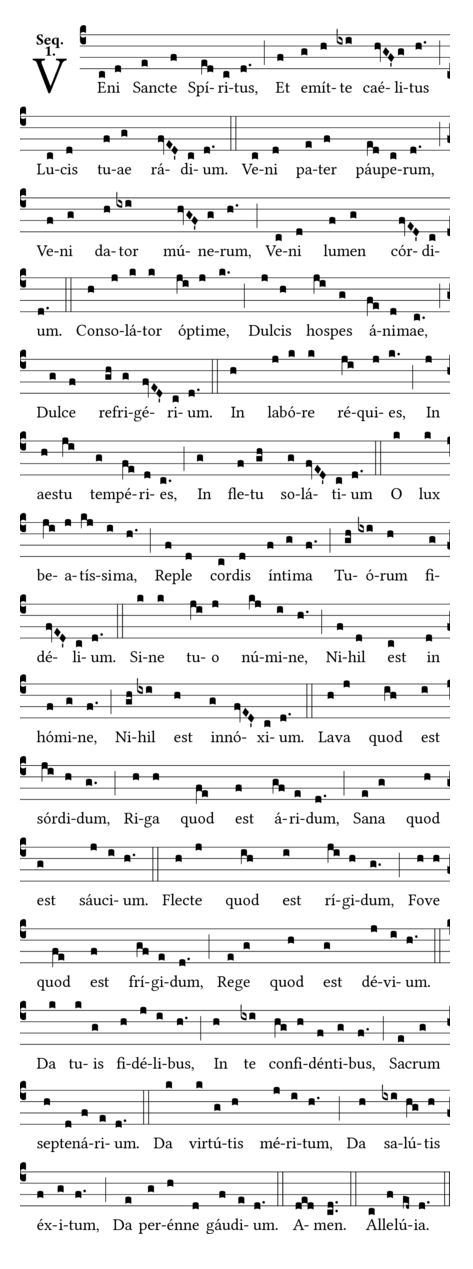

## Texte
| latin | français |
| --- | --- |
| (I) Veni, Sancte Spiritus, et emitte cælitus lucis tuæ radium. (II) Veni, pater pauperum, veni, dator munerum veni, lumen cordium. (III) Consolator optime, dulcis hospes animæ, dulce refrigerium. (IV) In labore requies, in æstu temperies in fletu solatium. (V) O lux beatissima, reple cordis intima tuorum fidelium. (VI) Sine tuo numine, nihil est in homine, nihil est innoxium. (VII) Lava quod est sordidum, riga quod est aridum, sana quod est saucium. (VIII) Flecte quod est rigidum, fove quod est frigidum, rege quod est devium. (IX) Da tuis fidelibus, in te confidentibus, sacrum septenarium. (X) Da virtutis meritum, da salutis exitum, da perenne gaudium. | (1) Viens, Esprit-Saint, et envoie du haut du ciel un rayon de ta lumière. (2) Viens, Père des pauvres, viens, dispensateur des dons, viens, lumière de nos cœurs. (3) Consolateur souverain, hôte très doux de nos âmes adoucissante fraîcheur. (4) Dans le labeur, le repos, dans la fièvre, la fraîcheur, dans les pleurs, le réconfort. (5) O lumière bienheureuse, viens remplir jusqu'à l'intime le cœur de tous tes fidèles. (6) Sans ta puissance divine, il n'est rien en aucun homme, rien qui ne soit perverti. (7) Lave ce qui est souillé, baigne ce qui est aride, guéris ce qui est blessé. (8) Assouplis ce qui est raide, réchauffe ce qui est froid, rends droit ce qui est faussé. (9) A tous ceux qui ont la foi et qui en toi se confient donne tes sept dons sacrés. (10) Donne mérite et vertu, donne le salut final donne la joie éternelle. |

## Historique

### Origine

#### Origine de texte
L'origine du compositeur et de l'auteur est longtemps demeurée incertaine. D'après de nombreux manuscrits du XIe siècle, la séquence « Sancti spiritus assit nobis gratia » était en usage tant pour Pâques que pour Pentecôte,. Cette séquence était, à l'origine, la composition de Notker le Bègue († 912) . Il s'agit de l'une des séquences les plus anciennes et les plus connues de cet auteur. Dans l'ancien rite parisien, celle-ci était encore réservée à la messe du lundi de Pentecôte.
D'ailleurs, le verset de l'Alléluia « Veni Sancte Spiritus, reple tuorum corda fidelium, et tui amoris in eis ignem accende » se trouve également dans des manuscrits anciens. Même, dans le Nouveau paroissien romain publié en 1863 à Tours, ce texte était utilisé entre l'Alléluia et la séquence Veni Sanctus Spiritus . Encore était-il employé dans la messe votive du Saint-Esprit, en tant que verset de l'Alléluia, ou durant le temps pascal, après l'Alléluia, à genoux . Celui-ci aussi, comme la Sancti spiritus assit, se trouve dans plusieurs manuscrits anciens, à partir du XIe siècle, par exemple, celui de la bibliothèque d'État de Bamberg manuscrit lit. 7 (vers 1020), celui de l'abbaye de Saint-Gall manuscrit 376 (vers 1060).
Aussi est-il certain que l'on intégra ces textes dans l'optique de remplacer le chant solennel de Pentecôte Sancti spiritus assit, chanté avant la lecture de la Bible. Déjà dès le milieu du Xe siècle, les séquences des types de Notker étaient, de plus en plus, remplacées par d'autres.

#### Auteur
Sans document définitif, l'auteur était affecté au roi de France Robert II le Pieux († 1031), au moine Hermann Contract († 1054), au pape Innocent III († 1216) ou à l'archevêque de Cantorbéry Étienne Langton († 1228). À la suite des études scientifiques, ce dernier fut identifié comme auteur.  
1. Spécialiste de ce domaine, Michel Huglo[9] affectait, dans son dictionnaire de musique, cette composition à Étienne Langton (1976[3]). Cette attribution est expliquée par des chercheurs britanniques, avec l'arrivée de Guillaume le Conquérant en Angleterre, qui y força l'adoption du rite continental, y compris de nouvelles séquences composées par Notker à Saint-Gall[10]. La conclusion fut déjà donnée en 1961 par Joseph Szövérffy, qui se consacrait aux études de l'hymne et de la séquence : « jadis attribuée au pape Innocent III, est en réalité un poème de l'archevêque anglais Étienne Langton[js 1]. » Le Franciscain et théologien de l'université de Louvain André de Halleux partageait cet avis en 1979[11],[12]. De surcroît, comme témoignage, il existe à Cambridge un manuscrit de notation, en cinq ligne et en neume, de Veni Sancte Spiritus, qui était copiée entre 1250 et 1300[13]. De ce fait, la conclusion avait été préparée par des moines de l'abbaye Saint-Pierre de Solesmes. Selon l'étude de Dom Jean-Baptiste-François Pitra (1855), créé  cardinal en 1863, un moine anglais, Cistercien, écrivait les Distinctiones monasticæ morales dans lesquels l'auteur attribuait « splendide séquence du Saint-Esprit » à « vénérable Maître Stephen (Étienne) Langton par la Grâce de Dieu archevêque de Cantorbéry[aw 2]. » Dom Henri-Marie-André Wilmart avait effectué, en 1924, son analyse complète selon laquelle l'auteur était cet archevêque[aw 2], à moins qu'un manuscrit plus ancien soit découvert. Or, il est peu probable que le texte existât au XIe siècle, avec ceux au-dessus.
2. L'attribution au pape Innocent III demeurait problématique. Elle était mentionnée, par exemple, dans des livres du XIXe siècle en citant le nom d'Henke et son œuvre Kirchengeschichte, tome II, p. 264[14]. Mais déjà en 1867, Friedrich von Hurter avait déclaré que cette source n'est pas retrouvable[15]. Innocent III est présumé, de même, comme auteur de l'hymn Ave verum corpus. Il reste bien un des candidats pour cette dernière, car le quatrième concile du Latran (1215), présidé par lui, avait déterminé le dogme de la transsubstantiation, qui se présente dans l'Ave verum. Au contraire, le motif de composition de la Veni Sancte par ce pape n'est pas facile à expliquer. De quoi cette légende naquit-elle ? Il s'agissait du livre Vita beati Notkeri, chapitre 30, d'Ekkehard V († vers 1220), moine de l'abbaye de Saint-Gall[aw 3]. Dom Henri-Marie-André Wilmart proposait son hypothèse. Amis depuis 1180 (ils étaient étudiants à Paris), le pape avait reçu ce cadeau Séquence d'or de l'archevêque Langton, sans doute par l'abbé de Saint-Gall Ulrich von Sax († 1220), ayant participé au concile du Latran en 1215[aw 4]. En effet, ces deux personnages étaient très bien liés. Ce n'était autre qu'Innocent III qui avait consacré cet archevêque de Contebéry en 1207 à Viterbe, ce qui était précisé dans les Distinctiones du moine cistercien[aw 2].
3. En admettant que Robert le Pieux, ancien élève de Gerbert d'Aurillac (futur pape Sylvestre II), était un roi exceptionnellement éduqué, aucune œuvre spirituelle de ce roi n'est connue. Il faut écarter l'attribution, car les manuscrits les plus anciens de cette séquence ne remontent que dans les dernières années du XIIe siècle[aw 3].
4. De même, les manuscrits anciens ne supportent pas l'hypothèse pour Hermann Contract[aw 3].

### Premières compositions en monodie et en polyphonie
Dans la deuxième moitié du XIIIe siècle, cette séquence était, selon le manuscrit de Cambridge, chantée en Angleterre et en monodie (plain-chant ou néo-grégorien). La notation est celle de neumes en grégorien mais en cinq lignes, au lieu de quatre lignes. Les exemples indiquent que l'élan descendant du texte refrigerium mais que le passage de radium est différent de l'élan actuel.
En ce qui concerne la composition musicale, il existe une œuvre intéressante mais aussi la plus ancienne. Il s'agit d'un motet isorythmique de John Dunstable († 1453), à quatre voix. Deux voix plus hautes chantent, dans cette composition, les textes de Veni Sancte Spiritus alors que les voix de ténor et celle de contre-ténor exécutent le Veni Creator Spiritus. Et c'est le ténor qui est chargé de chanter la répétition isorythmique. Il s'agit d'un témoin de l'évolution de musique occidentale en polyphonie.

### Concile de Trente et Contre-Réforme
Le genre de séquence fut condamné, à la suite de plusieurs conciles, notamment de celui de Trente, faute de qualité (texte non biblique) et d'autorisation officielle. En conséquence, dans le cadre de la Contre-Réforme, la séquence fut entièrement supprimée. C'est la raison pour laquelle, 4 500 séquences avaient été effacés, lorsque le premier missel romain fut sorti en 1570, par l'autorité. Toutefois, seules quatre séquences restaient dans ce missel, autorisé sous le pontificat de Pie V. Il s'agissait de cette Veni Sancte Spiritus avec la Victimæ paschali laudes, la Lauda Sion de Thomas d'Aquin ainsi que la Dies iræ. Et selon la tradition, mais maintenant formellement, la Veni Sancte fut attribuée à la fête de Pentecôte.
Quant aux protestants, ce chant, traduit en allemand par Martin Luther, Komm, Heiliger Geist, Herre Gott, était préféré dans son répertoire, en replaçant le Veni Creator Spiritus, qui était vraisemblablement jugé trop pontifical. Ce chant était si populaire que parfois le texte latin demeurait, après l'introït en allemand, encore en usage. Car Luther n'interdit pas le latin aux universités et aux écoles, à la différence de ses paroisses. Plusieurs compositeurs écrivirent avec ce texte allemand, tels Dietrich Buxtehude, Johann Sebastian Bach. Heinrich Schütz en composa deux, en latin (SW475) et en allemand (SWV417).

### Musique classique
Un texte long et réservé à Pentecôte, la composition musicale de la séquence Veni Sancte Spiritus n'est pas nombreuse. Et très souvent, cet usage était précisé par les compositeurs dans leur partition. Marc-Antoine Charpentier, quant à lui, consacrait ses deux motets au Saint-Esprit, littérairement. Une œuvre particulière se trouve dans la composition de Johann Georg Ahle, qui en écrivit en faveur de l'inauguration de nouveau conseil de sa ville natale Mühlhausen. Dédiée à ses membres, elle fut exécutée le 8 janvier 1676 à l'église Notre-Dame de cette ville. Parmi les compositeurs, Wolfgang Amadeus Mozart composa son œuvre en 1768, à l'âge de 12 ans, ce qui était l'une de ses premières compositions.

### Après le concile Vatican II
La reforme selon le concile Vatican II modifia, pour la première fois après la Contre-Réforme, l'usage de la séquence. D'une part, elle est dorénavant chantée avant l'Alléluia, et non plus après ce dernier,. D'autre part, à l'exception de la Victimæ paschali laudes (Pâques) et de cette Veni Sancte Spiritus (Pentecôte), l'utilisation devint facultative. Aussi, la pratique de cette séquence se garde-t-elle dans la célébration en latin, mais toujours une fois par an.

## Mise en musique

### Moyen Âge
- John Dunstable (vers 1390 - † 1453) : 
  - œuvre Veni sancte Spiritus et emitte à 3 voix qui combine le texte de l'hymne Veni Creator aux deux voix supérieures et de la séquence Sancti Spiritus assit à la voix grave[26]
  - œuvre à 4 voix : I - séquence Veni Sancte Spiritus ; II - trope selon Veni Sancte Spiritus ; III (ténor) - hymne Veni Creator Spiritus comme cantus firmus ; IV (contre-ténor) - Veni Creator Spiritus[16],[27]

### Renaissance
- Guillaume Dufay (vers 1400 - † 1474) : séquence à 3 voix pour la messe de Pentecôte[28]
- Josquin des Prés (vers 1440 - † vers 1521) : motet (1505)[29],[30]
- Adrien Willaert (1490 - † 1562) : motet à 4 voix[31]
- Gioseffo Zarlino (1517 - † 1590) : motet à 5 voix, dans les Musici quinque vocum moduli (1549)[32]
- Giovanni Pierluigi da Palestrina (vers 1525 - † 1594)[33] : 
  - hymne à 4 voix (1 manuscrit)
  - motet à 4 voix (1 manuscrit)[34]
  - motet à 8 voix (8 manuscrits)
- Claude Le Jeune (vers 1530 - † 1600) : motet de canon à 6 voix, dans le Livre des mélanges, tome I  n° 66 (1585)[35]
- Roland de Lassus (1532 - † 1594) : verset de l'alléluia de Pentecôte, à 5 voix[36]
- Tomás Luis de Victoria (vers 1548 - † 1611) : motet de Pentecôte à 8 voix en double-cœur, dans les Sacræ Cæsareæ Maiestatis Capellani (1600)[37] [partition originale en ligne] [partition en ligne]

### Musique baroque
- Eustache du Caurroy (1549 - † 1609) : motet à 5 voix[38]
- Jacobus Gallus (1550 - † 1591) : motet à 4 voix (publication posthume 1996)[39]
- Heinrich Schütz (1585 - † 1672) : motet à 7 voix avec instruments, SWV475[21]
- Carlos Patiño (1600 - † 1675) : séquence de Pentecôte à 9 voix accompagnée de basse continue, SH7-1[40]
- Marc-Antoine Charpentier (1643 - † 1704) : 
  - motet en faveur du Saint-Esprit avec 3 solos et basse continue, H366 (vers 1692)[41]
  - motet en faveur du Saint-Esprit avec 3 solos et basse continue, H364 (vers 1699), H364a (variante de basse, vers 1698)[42]
- Johann Georg Ahle (1651 - † 1706) : motet à 5 voix avec orchestre, composé en faveur de nouveau conseil municipal de Mühlhausen, sa ville natale (1676)[23]
- Antonio Caldara (1670 - † 1736) : séquence de Pentecôte pour 4 solistes, chœur à 4 voix et orchestre[43]
- Georg Philipp Telemann (1681 - † 1767) : motet à 3 voix hautes avec basse continue, dans le Geistliches Konzert, TXV3-89[44]
- Carl Philipp Emmanuel Bach (1714 - † 1788) : motet à 3 voix avec basse continue, H825[45]
- Antonio Soler (1729 - † 1783) : motet à 8 voix en double-chœur avec instruments, pour Pentecôte, R302[46]

### Musique classique
- Michael Haydn (1737 - † 1806) : séquence de Pentecôte à 4 voix et pour orchestre, MH366 (1784)[47]
- Wolfgang Amadeus Mozart (1756 - † 1791) : motet à 4 voix, orgue et orchestre, KV47 (1768)[24]
- Louis-Désiré Besozzi (1814 - 1879) : hymne[48]

### Œuvre contemporaine
- Peter Maxwell Davies (1934 - † 2016) : œuvre à 3 solistes, chœur et orchestre (1963)[49]

### MesseVeni Sancte Spiritus
- Pierre de Manchicourt (vers 1510 - † 1564) : messe à 6 voix, abbaye de Montserrat manuscrit 772 (vers 1530)[50]

### Attribution incertaine
- Giovanni Pierluigi da Palestrina (vers 1525 - † 1594) : messe à 5 voix (une publication existe sans manuscrit retrouvé)[33]
- Georg Philipp Telemann TWV3-84 ou Carl Philipp Emmanuel Bach H855, pour chœur (1760)[51]

### Écouter en ligne
- Schola Sancte Scholasticæ et chœur d'Abbaye Sainte-Cécile (Royaume-Uni) : [écouter en ligne] avec partition

### Libretto du Vatican
- Cappella papale, Domenica di Pentecoste, Messa del Giorno, celabrata dal Santo Padre Francesco, à la place Saint-Pierre, le 9 juin 2019 : [lire en ligne]

### Notices
- Académie de chant grégorien 
  - séquence Veni Sancte Spiritus et emitte : [lire en ligne]
  - verset alléluiatique Veni Sancte Spiritus reple : [lire en ligne]

1. 1 2  p. 18 - 21